# Pommerit-le-Vicomte
Pommerit-le-Vicomte (bret. Pañvrid-ar-Beskont) – miejscowość i gmina we Francji, w regionie Bretania, w departamencie Côtes-d’Armor.
Według danych na rok 1990 gminę zamieszkiwało 1690 osób, a gęstość zaludnienia wynosiła 51 osób/km² (wśród 1269 gmin Bretanii Pommerit-le-Vicomte plasuje się na 376. miejscu pod względem liczby ludności, natomiast pod względem powierzchni na miejscu 225.).